# Louis Pépin
Louis Philibert Pépin (Angre, 24 maart 1861 - Pâturages, 4 december 1938) was een Belgisch volksvertegenwoordiger en burgemeester.

## Levensloop
Van beroep journalist werd Pepin actief voor de Belgische Werkliedenpartij in de gemeente Pâturages. Hij werd er gemeenteraadslid (1895), schepen (1896-1919) en burgemeester (vanaf 1919).
In 1901 werd hij volksvertegenwoordiger voor de socialisten, in opvolging van de overleden Alfred Defuisseaux voor het arrondissement Bergen. Hij vervulde dit mandaat tot in 1932. 